# Antonio Sánchez
Pour les articles homonymes, voir Sánchez.
Pour le batteur et compositeur de jazz, voir Antonio Sánchez (batteur).
Antonio Sánchez Muñoz, né le 22 septembre 1963 à Béjar, est un athlète espagnol, spécialiste du 400 m.
Il remporte le titre du 400 m lors des Jeux méditerranéens de 1987 et termine 6e des Championnats d'Europe 1986, avec un meilleur temps de 45 s 41 à Stuttgart.